# Chronologie de Petropavlovsk-Kamtchatski
Pour un article plus général, voir Petropavlovsk-Kamtchatski.

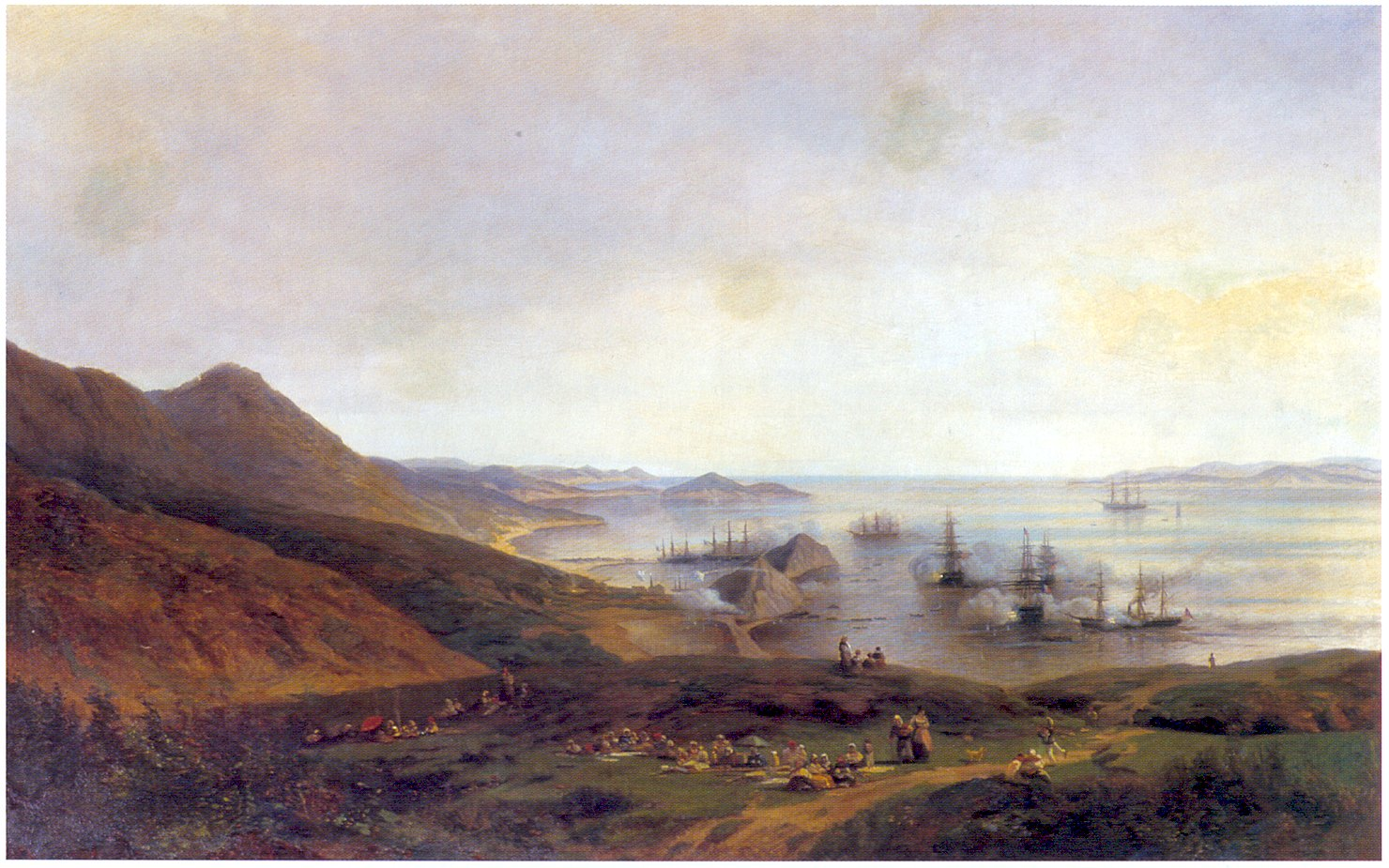
La Défense du port de Petropavlovsk au Kamtchatka, par Alexeï Bogolioubov (1896).

Cette chronologie de Petropavlovsk-Kamtchatski liste les évènements historiques de la ville russe d'Extrême-Orient de Petropavlovsk-Kamtchatski, située dans le kraï du Kamtchatka, sur la péninsule éponyme. La ville s'est faite appelée en français par le passé Port Saint-Pierre-et-Saint-Paul ainsi que Saint-Pierre et Saint-Paul.

## Chronologie

### Empire russe
- 1779 : L'endroit a été visité deux fois par deux navires de guerre anglais HMS Discovery et HMS Resolution de la troisième expédition autour du monde de James Cook. Charles Clerke a été enterré dans le port en août, qui avait pris la direction de l'expédition après la mort du capitaine Cook.
- 1787 : Petropavlovsk est visité par La Boussole et l'Astrolabe de l'expédition autour du monde de La Pérouse.
- 1812 : reçoit le statut de ville et le nom de Petropavlovsk Gavan (« baie de Pierre-et-Paul »). En outre, le «nouveau règlement sur le Kamtchatka» a été publié, selon lequel l'administration du Kamtchatka était confiée à un chef spécial. Le lieu de résidence du chef est Petropavlovsk Gavan qui devient la capitale du Kamtchatka.

- 2 décembre 1849 (14 décembre dans le calendrier grégorien) : l'oblast du Kamtchatka est formé, dirigée par le gouverneur Vassili Zavoïko, avec le centre administratif qui est renommé Petropavlovsk Port (Port Saint-Pierre-et-Saint-Paul).
- Du 18 août au 24 août (du 30 août au 5 septembre dans le calendrier grégorien) 1854, le siège de Petropavlovsk a lieu. En mémoire de cet événement, des monuments ont été érigés dans la ville: le Monument de la Gloire et le Monument à la 3e batterie d'Alexandre Maksoutov , il y a un complexe commémoratif ; la fosse commune et la chapelle. Tous les monuments sont géographiquement situés sur les pentes de Nikolskaïa Sopka dans le centre historique de la ville.
- Au début de 1855, en raison de la menace d'une seconde attaque par une flotte anglo-française encore plus importante, il fut décidé d'évacuer la ville, la garnison avec ses armes et une partie de la population furent emmenées par des navires vers la baie De-Kastri (ru)[3] puis à l'embouchure de l'Amour, où fut fondée la ville de Nikolaïevsk-sur-l'Amour , une partie des habitants locaux partit pour les régions centrales du Kamtchatka. En effet, l'escadre alliée entre dans Petropavlovsk et, n'y trouvant personne, brûle les vestiges de la ville.
- 1913 : les armoiries de la ville ont été établies, qui répétaient en termes généraux les armoiries régionales, mais avaient une couronne à trois tours de la ville régionale sur le dessus des armoiries, et deux ancres entrelacées avec le ruban d'Alexandre en bas. En 1993, à l'initiative de l'administration communale, les armoiries de la ville sont restaurées.

### Guerre civile russe
- Au début de 1918, le pouvoir du gouvernement du Kamtchatka du PCUS a été établi à Petropavlovsk. Leur pouvoir a duré jusqu'à l'été de cette année, puis est passé aux forces blanches.

- En janvier 1920, le pouvoir au Kamtchatka passa au comité régional pro-soviétique.
- En 1921, un détachement envoyé de Vladivostok sous la direction de Iessaoul Botchkarev a repris la ville aux bolcheviks.
- En février 1922, les partisans rouges ont commencé le blocus de Petropavlovsk.
- En novembre 1922, les troupes de la Garde blanche sont contraintes de quitter Petropavlovsk et la ville est occupée par les partisans rouges.

### Union soviétique
- En 1924, par un décret du Présidium du Comité exécutif central panrusse, elle fut rebaptisée Petropavlovsk-Kamtchatski, où la définition est incluse pour la distinguer du nom de la ville de Petropavlovsk au Kazakhstan .
- 15 juin 1932 : La branche Kamtchatka de l'Institut de recherche du Pacifique sur les pêches et l'océanographie est créée.
- 21 avril 1933 : le premier théâtre professionnel a commencé ses activités dans la ville.
- 6 novembre 1936 : la construction de la première étape du chantier naval est terminée.
- En 1942, l'école technique maritime (école technique de pêche maritime de Petropavlovsk-Kamtchatski du Commissariat du peuple à l'industrie de la pêche de l'URSS) a été ouverte à Petropavlovsk-Kamtchatski.
- En 1946, l'école technique a reçu un nouveau nom : l'École technique de pêche maritime de Petropavlovsk-Kamchatski du ministère de l'industrie de la pêche des régions orientales de l'URSS.
- En 1952, l'école technique de pêche a été transformée en école nautique de Petropavlovsk-Kamtchatka (PKMU).
- En 1957, l'UKK (Centre de formation et de conseil) de l'Institut extrême-oriental de l'industrie de la pêche est créé.
- 31 août 1958 : ouverture officielle du premier établissement d'enseignement supérieur du Kamtchatka : l'Institut pédagogique du Kamtchatka .
- En 1959, le village d'Indoustrialny (ru) a été absorbé Petropavlovsk .
- En 1970, une branche du Dalrybvtuz (ru) a été créée.
- 31 octobre 1972 : la ville de Petropavlovsk-Kamchatsky a reçu l'ordre du Drapeau rouge du Travail.
- 27 décembre 1973 : Les raïons (arrondissements) de Lénine et d'Octobre ont été formés dans la ville de Petropavlovsk-Kamchatski.
- En juin 1976, l'école de l'usine de transformation du poisson de Mikoyan a déménagé de la côte d'Okhotsk à Petropavlovsk-Kamtchatski. À partir de ce moment, il est devenu connu sous le nom de GPTU n° 2.
- En 1987, sur la base de l'UKK, PKVIMU (École supérieure de génie maritime de Petropavlovsk-Kamtchatski) a été créée.
- En 1991, PKMU et PKVIMU ont fusionné et l'école est devenue connue sous le nom de PKVMU (École supérieure de génie maritime de Petropavlovsk-Kamtchatski.
- En 1991, l'université de pêche du Kamtchatka a été rebaptisé université polytechnique du Kamtchatka.

### Fédération de Russie
- En 1997, PKVMU a été renommé KGARF (Académie d'État de la flotte de pêche du Kamtchatka).
- En 2000, KSARF a été rebaptisé KamchatSTU (université technique d'État du Kamtchatka).
- 31 octobre 2000 : par arrêté du ministère de l'Éducation de la fédération de Russie n ° 3149, " l'Institut pédagogique d'État du Kamtchatka " a été renommé " université pédagogique d'État du Kamtchatka ".
- 15 juillet 2005 : par arrêté du ministère de l'Éducation et des Sciences de la fédération de Russie n ° 686, « l'université pédagogique d'État du Kamtchatka » a été renommée en établissement d'enseignement supérieur professionnel « université d'État du Kamtchatka » .
- 6 mars 2006 : par arrêté de l'Agence fédérale pour l'éducation n°120, l'Université d'État du Kamtchatka a été rebaptisé établissement d'enseignement supérieur professionnel Université d'État du Kamtchatka Vitus Béring.
- 1er juillet 2007 : selon les résultats du référendum, il est devenu le centre administratif du nouvellement formé kraï du Kamtchatka.

- 3 novembre 2011 : la ville a reçu le titre honorifique de ville de la gloire militaire (ru).
- En octobre 2020, la ville de Petropavlovsk-Kamchatski a eu 280 ans.